# UFC on ESPN: Luque vs. Muhammad 2
UFC Fight Night: Luque vs. Muhammad 2 (también conocido como UFC Fight Night 206 y UFC on ESPN+ 34) fue un evento de artes marciales mixtas producido por Ultimate Fighting Championship que tuvo lugar el 16 de abril de 2022 en las instalaciones del UFC Apex en Enterprise, Nevada, parte del área metropolitana de Las Vegas, Estados Unidos.

## Antecedentes
La revancha de peso wélter entre Vicente Luque y Belal Muhammad encabezó el evento. La pareja se enfrentó previamente en UFC 205, donde Luque ganó el combate por nocaut en el primer asalto.
Un combate de peso ligero entre Drakkar Klose y Nikolas Motta fue brevemente vinculado al evento. Sin embargo, Motta fue retirado del evento por una razón no revelada y fue sustituido por Brandon Jenkins.
Un combate de peso wélter entre Miguel Baeza y Dhiego Lima estaba programado para el evento. Sin embargo, Lima anunció su retirada de la competición a principios de febrero y fue sustituido por André Fialho.
Un combate de peso pluma entre Melsik Baghdasaryan y T.J. Laramie fue originalmente reservado para UFC 268, pero Laramie tuvo una infección de SARM y fue pospuesto. Se esperaba entonces que se enfrentaran en este evento. A su vez, Baghdasaryan se retiró por razones desconocidas y Laramie fue emparejado con Pat Sabatini.
Se programó un combate de peso ligero entre Victor Martinez y Jordan Leavitt para el evento. Sin embargo, Martinez se retiró del evento por razones desconocidas y fue sustituido por Trey Ogden.
Se esperaba que Uriah Hall se enfrentara a André Muniz en un combate de peso medio en la cartelera principal. Sin embargo, el 2 de abril, Hall se retiró por razones no reveladas. También se retiró a Muñiz después de que la promoción no fuera capaz de encontrarle un sustituto.
Se esperaba un combate de peso wélter entre Elizeu Zaleski dos Santos y Mounir Lazzez en el evento. Sin embargo, Zaleski dos Santos se retiró la semana del combate por motivos personales. Fue sustituido por Ange Loosa.

## Resultados
1. ↑  El combate se detuvo a los 3:56 del tercer asalto, ya que a Borralho se le descontó un punto debido a un rodillazo ilegal accidental que hizo que Omargadzhiev no pudiera continuar.
2. ↑  A García se le descontó un punto en el segundo asalto por un rodillazo ilegal.
3. ↑  El combate se detuvo en el minuto 1:35 del tercer asalto cuando Buday dio un codazo involuntario a Barnett en la nuca que le impidió continuar.
4. ↑  A Nunes se le descontó un punto en el tercer asalto por un golpe en el ojo.

## Premios de bonificación
Los siguientes luchadores recibieron bonificaciones de $50000 dólares.
- Pelea de la Noche: Mayra Bueno Silva vs. Wu Yanan
- Actuación de la Noche: Drakkar Klose y André Fialho